# Cratere Rutherfurd
Rutherfurd è un cratere lunare di 49,98 km situato nella parte sud-occidentale della faccia visibile della Luna.